# Sången till henne
Pour plus de détails, voir Fiche technique et Distribution.
Sången till henne (The Song to Her) est un film suédois réalisé par Ivar Johansson, sorti en 1934.

## Synopsis
Un célèbre chanteur d'opéra arrive pour une représentation spéciale du ballet de Stockholm, et plusieurs ballerines en tombent amoureuses. Il s'éprend de l'une d'entre elles, Märta Holm, qui est partagée entre lui et son fiancé Arne.

## Fiche technique
- Réalisation : Ivar Johansson
- Scénario : Sölve Cederstrand, Ivar Johansson
- Producteur : 	Stellan Claësson
- Photographie : Martin Bodin
- Montage : Rolf Husberg
- Musique : Jules Sylvain
- Production : Svensk Filmindustri
- Genre : Comédie[1]
- Durée : 83 minutes
- Date de sortie : 8 octobre 1934

## Distribution
- Martin Öhman : Carlo Martin
- Sickan Carlsson : Märta Holm
- Åke Jensen : Arne Wingård
- Greta Gynt: Kaj Klint
- Ernst Eklund : Harry Händel
- Eric Abrahamsson : Wig maker
- Nils Wahlbom : accordeur de Piano
- Nini Theilade : danseur au Rondo
- Charles Redland : musicien au Rondo
- Kristina Söderbaum : invité au Rondo
- Tord Bernheim :	danseur at Rondo
- Hugo Björne : directeur de l'Opera
- Astrid Bodin : la femme de ménage écoutant Carlo Martin
- Allan Bohlin : ami de Arne
- Sonja Claesson : la mère de Märta
- Georg Fernqvist : photographe à la gare
- Hjördis Petterson : la femme attendant devant l'Opéra
- Lizzy Stein : Liva Landberg
- Ilse-Nore Tromm : danseur
- Bullan Weijden : femme de ménage
- Carl-Gunnar Wingård : l'homme ivre